# Nitrus Brio
El Doctor Nitrus Brio, más conocido por su abreviatura Dr. N. Brio, es un personaje de la saga Crash Bandicoot que apareció en el primer juego de la saga.

## Descripción
N.Brio fue un antiguo siervo de N.Cortex (Crash Bandicoot 1), trató de capturar a Crash Bandicoot,pero luego que falló renunció y traicionó a N.Cortex (Crash Bandicoot 2), entonces ayuda a Crash a destruir el "Cortex Vortex", un satélite que orbita la tierra  y que Cortex usaría para conquistar al mundo. Su especialidad como científico malvado es la química y la biología, y suele atacar con pociones llenas de compuestos químicos. Poco se sabe de este personaje por su falta de atribución a la serie, pero es conocido por hacer experimentos consigo mismo. Por eso en sus apariciones es un monstruo.

## Apariciones

### Crash Bandicoot
Es el quinto jefe, aquí se transforma en un monstruo musculoso muy similar a Hulk y trata de matar a Crash.

### Crash Bandicoot 2
Aquí aparece en un holograma, y trata de ayudar a Crash a salvar al mundo (de forma indirecta).

### Crash Team Racing
Aunque no aparece en el juego, sus pociones aparecen como elementos en las cajas para detener a los adversarios.

### Crash Bash
Es un personaje jugable y está del lado de Uka-Uka.

### Crash Twinsanity
Es un jefe, se transforma en un pez carnívoro gigante y trata de ayudar a N.Tropy a matar a Crash.Más tarde el junto con N.Tropy y N Gin van a la 10th dimensión y encuentran el tesoro pero son quemados por Spyro The Dragon.

### Crash: Mind Over Mutant
Es un enemigo principal del juego; se vuelve a unir con Cortex. Ambos inventan los cascos NV (Neo-Vision) para transformar a los habitantes de la isla Wumpa (y luego de todo el mundo) en mutantes y así dominarlos. Crash y Crunch Bandicoot lo derrotan en una fábrica de chatarra.